# Lună de miere
O lună de miere este prima perioadă de după nuntă în care tinerii căsătoriți își celebrează în mod tradițional căsătoria lor în intimitate și izolare. Astăzi, lunile de miere sunt adesea celebrate în destinații considerate exotice sau romantice.

## Istoric

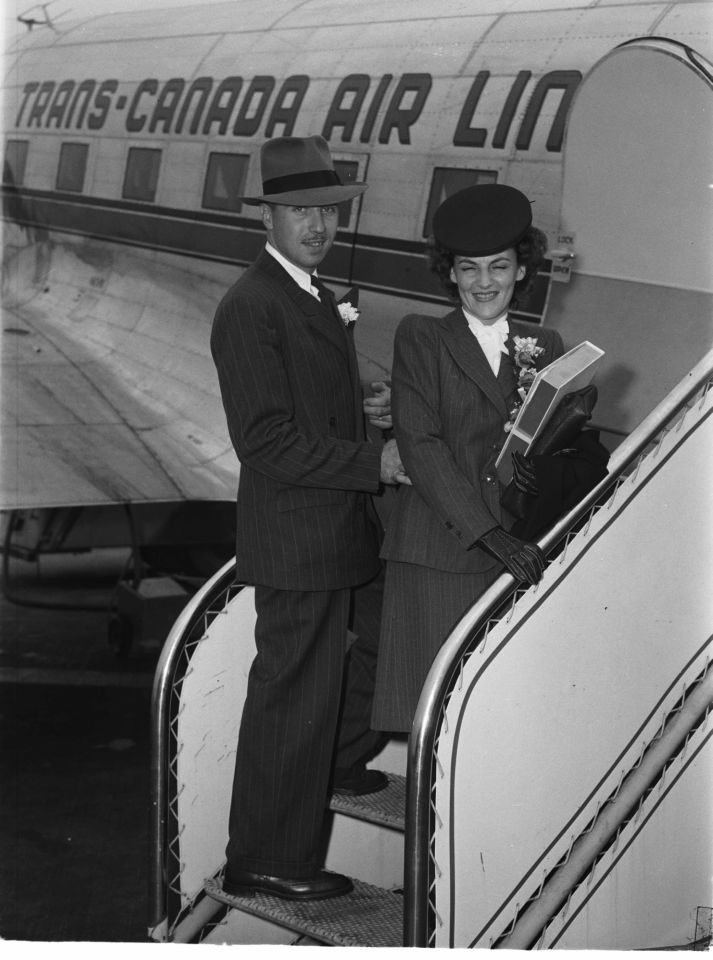
Tineri căsătoriți pleacă în luna de miere cu un avion al Trans-Canada Air Lines, Montreal, 1946

Aceasta este perioada când cuplurile proaspăt căsătorite își iau o pauză pentru a-și împărtăși momentele intime care contribuie la întărirea dragostei în relația lor. Această intimitate este considerată, la rândul său, a ușura apropierea fizică dintre cei doi soți în primele zile de căsătorie. Prima formă englezească a fost hony moone, care a fost menționată încă din 1546.
În cultura occidentală, obiceiul unui cuplu proaspăt căsătorit de a merge împreună într-o vacanță își originea în secolul al XIX-lea în Marea Britanie. Cuplurile din clasa superioară plecau în „călătorie de nuntă”, însoțite uneori de prieteni sau de membri ai familiei, pentru a-și vizita rudele care nu au reușit să ajungă la nuntă. Această practică s-a răspândit curând pe continentul european și a fost cunoscut sub numele de voyage à la façon anglaise (călătorie în stil englezesc) în Franța de la 1820 încoace.
Luna de miere în sensul modern (de exemplu, o vacanță întreprinsă de cuplul căsătorit) a devenit larg răspândită în perioada Belle Epoque, ca unul dintre primele cazuri de turism modern în masă. Aceasta avea loc în ciuda opiniilor medicale contemporane dezaprobatoare (care țineau cont de sănătatea fragilă a femeilor, a căror inițiere sexuală urma să aibă loc). Cele mai populare destinații pentru luna de miere au fost la un moment dat Riviera Franceză și Italia, în special stațiunile de pe litoral și orașele romantice Roma, Verona sau Veneția. De obicei, lunile de miere începeau în noaptea cununiei, când cei doi soți părăseau petrecerea la jumătatea ei pentru a prinde un tren sau un vapor târziu. Cu toate acestea, în secolul al XXI-lea, multe cupluri pleacă doar după 1-3 zile după ceremonia nupțială pentru a se bucura la maxim de acel eveniment și a avea o noapte de relaxare pentru a se odihni înainte de a întreprinde o lungă călătorie. În tradițiile evreiești, lunile de miere au loc de obicei după șapte zile în care tinerii căsătoriți își vizitează membrii familiei și prietenii care nu pot merge împreună cu ei în excursie.